# Cléa Vincent
Cléa Vincent (París, 1985) es una cantautora pop francesa de formación pianista clásica.

## Biografía
Cléa Vincent comenzó su carrera actuando en bares, pubs y pequeñas salas de París.
En 2010 recibe la primera propuesta para grabar, que viene del director artístico Victor Peynichou. Como resultado de este contacto se lanza su primera obra, una edición limitada en formato de cinta de casete.
En 2013 grabó con Universal su primer álbum, Happée colulée. Sin embargo su publicación se frustró porque la compañía rescindió el contrato.
En 2014 publicó  su primer EP, Non mais oui, en el sello independiente Midnight Special Records. El videoclip de su sencillo Château perdu tuvo un gran éxito en Youtube, tras lo cual el canal M6 pasó a emitirlo.
Retiens mon désir, su primer álbum, se lanzó en 2016. Tuvo muy buena acogida de crítica y público. A finales de ese mismo año, aparece en el programa Quotidien del canal TMC5. Al poco, se embarcó en una gira por Francia y Europa.
A finales de 2018, Cléa Vincent presenta Sooo Pop, un programa de Web-tv dedicado a la música pop, en el que invita a artistas consagrados como Philippe Katerine, Vincent Delerm, Fishbach, Voyou y Arielle Dombasle. En este mismo año, su tema Jmy attendais pas se incluye en la serie de Netflix Amor Ocasional, de amplia difusión internacional.
En marzo de 2019, lanza Nuits sans sommeil, su segundo álbum. Con este disco se aleja del universo de los 80 que inspiró su primera obra para evolucionar hacia un pop agradable y rítmico que invita a bailar, con textos directos e ingeniosos.
En abril de 2020, Cléa Vicent publica Tropi-Cléa 2, un miniálbum de 7 canciones muy bailable en el que se alternan diferentes ritmos americanos, como funk, cumbia, reggae o bossa-nova. Las canciones se grabaron en tres días, en el estudio Le Carreau du Temple de París, en condiciones parecidas a las de las actuaciones en directo, lo que favoreció la espontaneidad. Cléa dio forma a los temas en un teclado Yamaha de los años 90 y escribió las letras mientras se desarrollaban las huelgas y protestas de los chalecos amarillos, algo que le sirvió para liberar la tensión. El lanzamiento del álbum coincidió con el confinamiento a que obligó la pandemia del coronavirus, impidiendo hacer una promoción normal.

## Influencias
En los años 90, Cléa escuchó mucha música electrónica de baile, de grupos y músicos como  Phoenix, Air, Daft Punk, Benjamin Diamond o Cassius. Pero, por otro lado, también le gustaba oír canciones románticas de artistas como France Gall o Michel Berger. Estas influencias son notorias desde sus inicios, cuando se decide a hacer pop electrónico en francés —algo muy inusual hasta 2010—, hecho que contribuirá a formar una corriente que hará su eclosión en 2014 con el recopilatorio French kiss. Su éxito supone el resurgir de la canción francesa, con artistas como The Pirouettes, La Femme, Juliette Armanet, Mustang, Exotica o la propia Cléa Vincent.
Otra influencia reconocible es la música brasileña, evidente en sus discos Tropi-Clea y Tropi-Clea 2.

## Discografía

### Álbumes de estudio
- Happée colulée (Polydor, Universal Music France. 2013)
- Retiens mon désir (Château Perdu Records. 2016)
- Tropi-Cléa (Midnight Special Records. 2017)
- Nuits sans sommeil (Château Perdu Records, Midnight Special Records. 2019)
- Tropi-Cléa 2 (Midnight Special Records. 2020)
- Advitam AEternamour (Midnight Special Records. 2024)

### Singles y EP
- «Retour De L'Homme» (Polydor. 2013)
- «Non mais oui» (Midnight Special Records. 2014)
- «Château perdu» (Midnight Special Records. 2014)
- «Non mais oui, vol. 2» (Midnight Special Records. 2014)
- «Jmy attendais pas» (Château Perdu Records. 2016)
- «Nuits Sans Sommeil» (Château Perdu Records, Midnight Special Records. 2018)
- «N'dis rien» (Lmpkt. 2019)

### Colectivos
- Molitor (Lmpkt. 2019)

## Televisión

### Sooo Pop
- Primer episodio con Philippe Katerine y The Pirouettes.
- Segundo episodio con Corine y Vincent Delerm.
- Tercer episodio con Fishbach y Voyou.
- Cuarto episodio con Lio y Michelle Blades.
- Quinto episodio con Christophe y Mathilde Fernandez.
- Sexto episodio con Arielle Dombasle, Nicolas Ker y Moodoid.